# 筒井正明
筒井 正明（つつい まさあき、1943年3月26日 - ）は、日本のアメリカ文学研究者、翻訳家。
明治学院大学文学部英文科名誉教授。

## 来歴
東京市（現江東区）生まれ。1966年東京大学文学部英文科卒、1969年同大学院修士課程修了、同助手、1972年中央大学法学部専任講師、1975年助教授、1978年明治学院大学助教授、1981年教授。2013年定年退職。
ジョン・アーヴィング『ガープの世界』など多数の翻訳を行なう。その間駿台予備学校、一橋学院で、長年に渡り大学受験生対象の英語の非常勤講師も務める。
『ラブ・ストーリィ』（エリック・シーガル、板倉章訳、角川書店、1970年）は、筒井の筆名による翻訳とされるが、これについては角川春樹が自分で訳して筆名で出したと語っている。
筒井を始めとする三人に下訳を頼み、その後、原文に当たって大分手直しし、角川春樹の文章にしたという。

## 著書
- 『ヘンリー・ミラーとその世界』（南雲堂） 1973
- 『大学入試 英文解釈その読と解』（駿台文庫） 1987
- 『真なる自己を索めて　現代アメリカ文学を読む』（南雲堂） 2010
- 『本格派のための「英文解釈」道場』（大修館書店） 2010
- 『続・本格派のための「英文解釈」道場』（大修館書店） 2017

### 編著
- 『英文読解演習 英文構造の徹底理解 内容の的確な把握』（編、篠崎書林） 1974
- 『核心を突く英文読解力養成25選』（編、篠崎書林） 1993

### 翻訳
- 『ヘンリー・ミラー』（キングスリー・ウィッドマー、田中西二郎共訳、北星堂書店） 1971
- 『危険な国から愛をこめて』（ドロシー・ギルマン、森本淳共訳、角川文庫） 1972
- 『悲劇の飛行船 ヒンデンブルク号の最後』（マイケル・ムーニィ、平凡社 1973
- 『地獄の季節 ランボーが死んだ日』（ポール・ストレイザン、講談社） 1973
- 『未来惑星ザルドス』（ジョン・ブアマン、立風書房） 1974
- 『我が友ヘンリー・ミラー』（アルフレッド・ペルレス、立風書房） 1974
- 『チャールストン・ナイフが町に戻ってきた』（ラルフ・デニス、TBS出版会） 1976
- 『世界最後の日』（ゴードン・トーマス, マックス・M・ウイッツ、立風書房） 1979
- 『道化師をごらん!』（ウラジミール・ナボコフ、立風書房） 1980
- 『ビジネスマン1311の成功法則』（ポール・ディクソン編、講談社） 1980
- 『マンモス飛行船の時代』（ダグラス・ボッティング、北山克彦共訳、タイムライフブックス、ライフ大空への挑戦）1981
- 『ガープの世界』上下（ジョン・アーヴィング、サンリオ） 1983、のちサンリオ文庫、のち新潮文庫
- 『ジョージ・オーウェル 1984年への道』（ピーター・ルイス、岡本昌雄共訳、平凡社） 1983
- 『ダン・カウの書』（ウォルター・ワンジェリン,Jr.、サンリオ文庫） 1985
- 『ニューヨークのユダヤ人たち ある文学の回想 1940 - 60』全2巻（ アルフレッド・ケイジン、大津栄一郎共訳、岩波書店、岩波現代選書） 1987
- 『ランサム』（ジェイ・マキナニー、新潮社） 1988
- 『サイラス・サイラス』（アダム・ザミーンザド、トレヴィル） 1995

### ロス・トーマス
- 『ポークチョッパー 悪徳選挙屋』（ロス・トーマス、立風書房） 1974
- 『可愛い娘』（ロス・トーマス、近見昌三共訳、立風書房） 1974
- 『恐喝 シンガポールウインク』（ロス・トーマス、近見昌三共訳、立風書房） 1976
- 『クラシックな殺し屋たち』（ロス・トーマス、立風書房） 1976
- 『悪魔の麦』（ロス・トーマス、立風書房） 1980

## 記念論文集
- 『文学に飽きた者は人生に飽きた者である 筒井正明先生喜寿記念論文集』（鈴木章能,安藤聡編著、音羽書房鶴見書店） 2020.3